# Nagurguran
Nagurguran is een bestuurslaag in het regentschap Humbang Hasundutan van de provincie Noord-Sumatra, Indonesië. Nagurguran telt 299 inwoners (volkstelling 2010).